# Mzefroune
Mzefroune  (in arabo امزفرون‎?) è un centro abitato e comune rurale del Marocco situato nella provincia di Ouezzane, regione di Tangeri-Tetouan-Al Hoceima. Conta una popolazione di 6 973 abitanti (censimento 2014).